# Belgische Kust

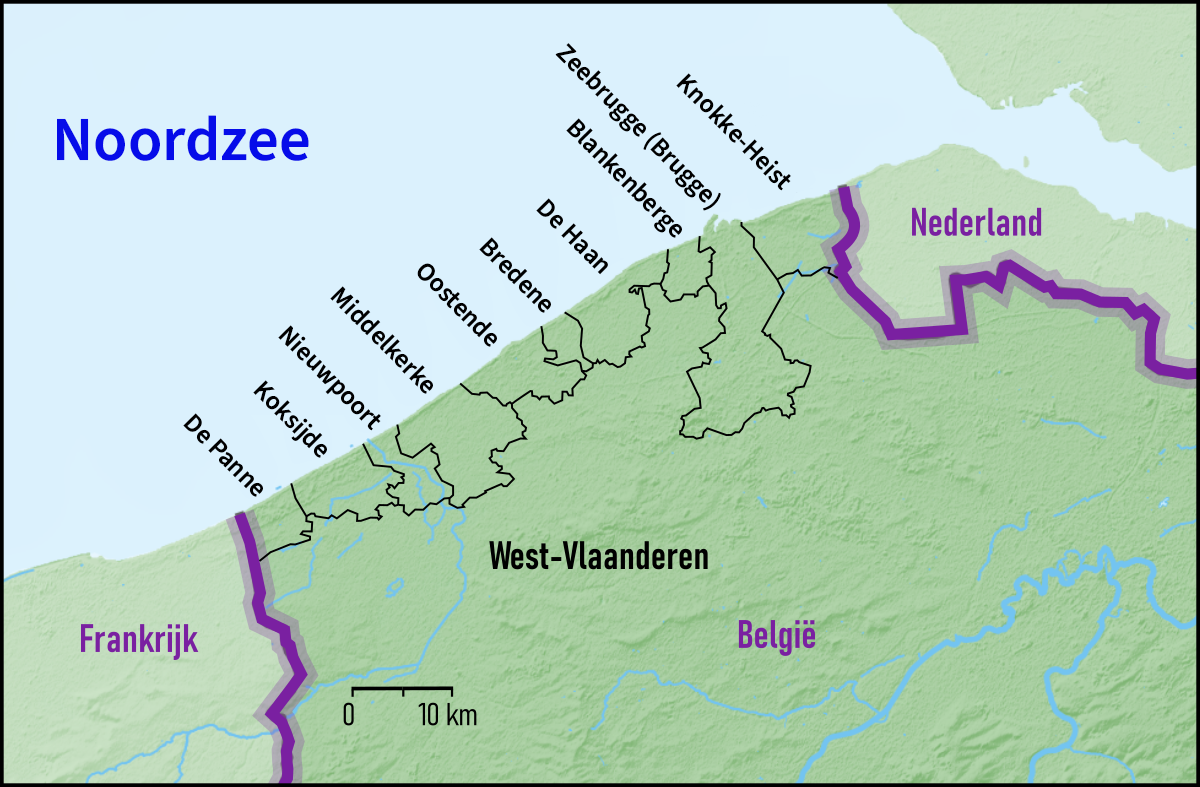
Belgische kustlijn met gemeenten

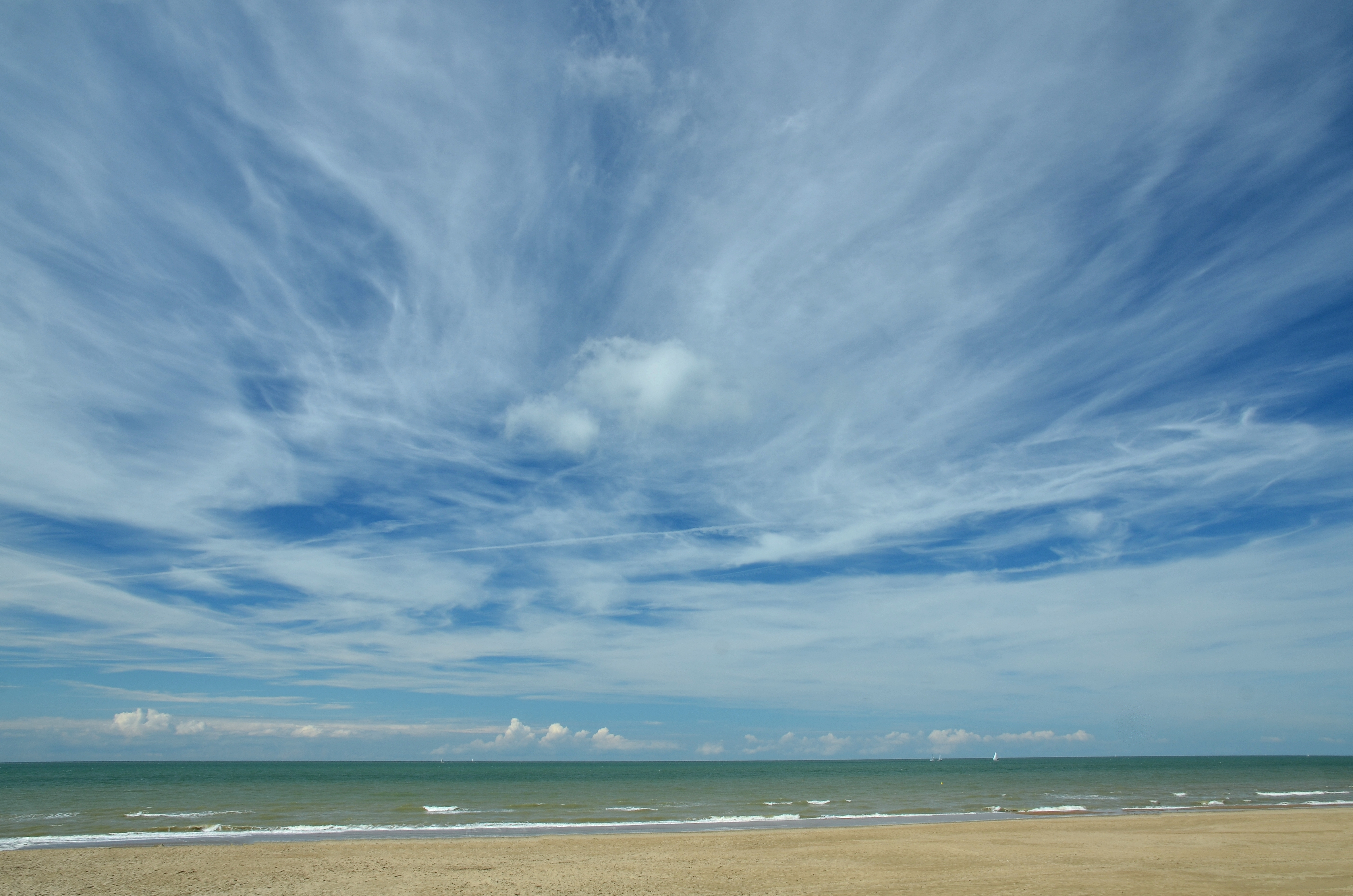
De Belgische kust in Koksijde

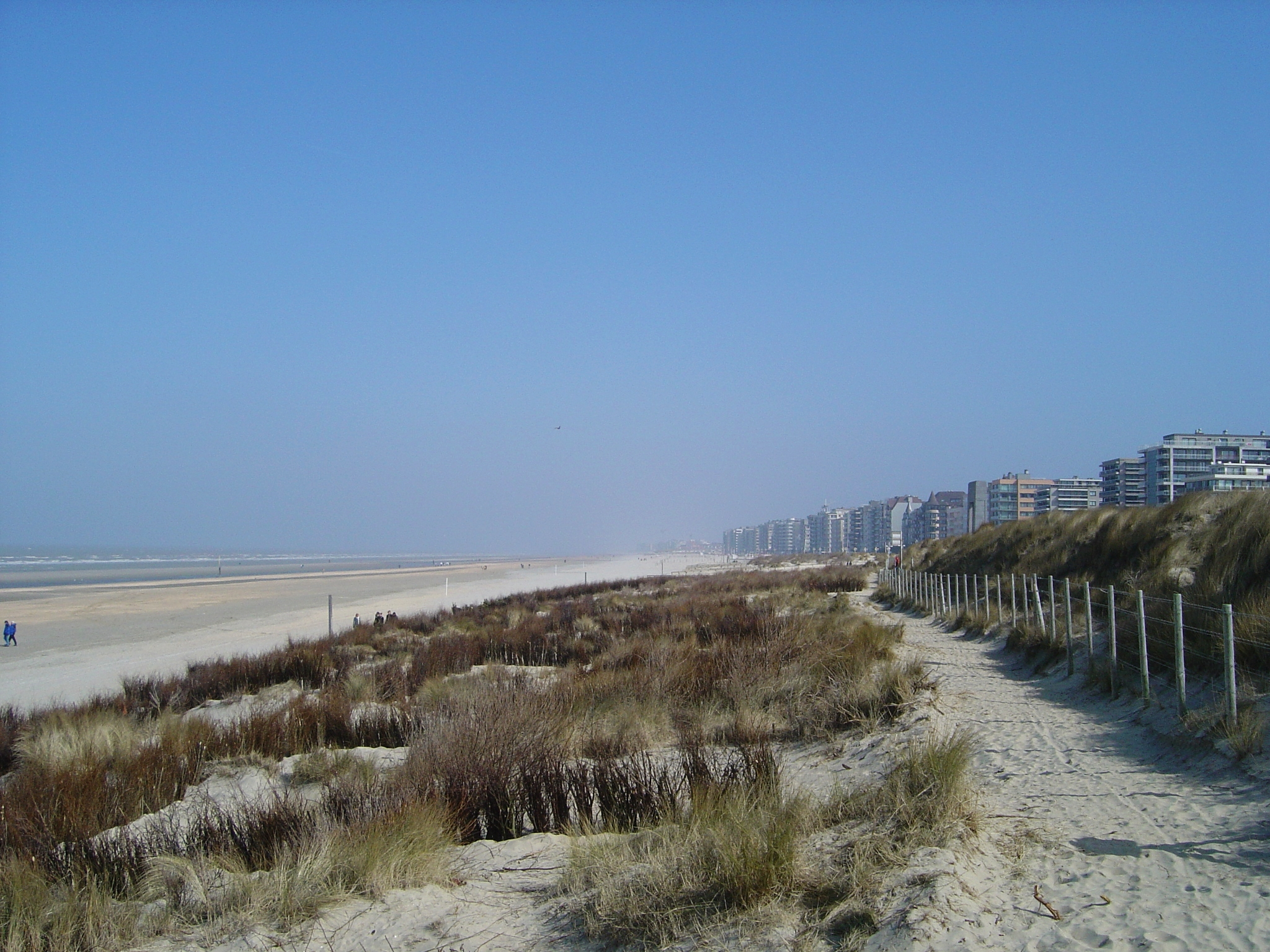
Belgische kust in De Panne: zandstrand, duinen en lineaire verstedelijking

De Belgische Kust als onderdeel van de Vlaamse Kust of Kuststreek is de landstreek waarmee België (en meer bepaald West-Vlaanderen als een van de Vlaamse provincies in het Vlaamse gedeelte van België) grenst aan de Noordzee. De lengte bedraagt 65 kilometer en omvat een tot 500 meter breed zandstrand met de tot 2,5 kilometer brede duinengordel erachter.
In het noordoosten vormt het Zwin de grens met het Nederlandse gedeelte van de Vlaamse kust. Hier gaat ze dan ook over in de kust van Zeeuws-Vlaanderen. In het zuidwesten gaat de Vlaamse kustlijn over in de Franse Opaalkust, die in Frans-Vlaanderen, in het Franse Duinkerke, en oostelijk ervan, ook wel de Franse "Côte Flamande" (Vlaamse kust) wordt genoemd. Achter de kuststrook, meer landinwaarts, liggen de Polders. Deze polders en de kust vormen samen zowel in België als in Frans- en Zeeuws-Vlaanderen Maritiem Vlaanderen.
In de jaren zestig en zeventig van de 20ste eeuw werd zowat de hele kust in België volgebouwd met appartementsgebouwen die een lange muur vormen. Hierdoor ging heel wat natuur (waaronder duingebieden) verloren. Langsheen de kust komen zandstranden voor. De Belgische kust vormt één der belangrijkste toeristische regio's van het land, en telt verscheidene badplaatsen.
In 2010 verrees het eerste windmolenpark op zee. Tegen 2020 zouden alle windmolenparken in het Belgisch gedeelte van de Noordzee af moeten zijn. Deze parken liggen 20 tot 50 km voor de kust, en kunnen bezocht worden als toeristische attractie. Zie ook de lijst van windmolenparken in de Noordzee.

## Geschiedenis

### Ontstaan van de kuststreek

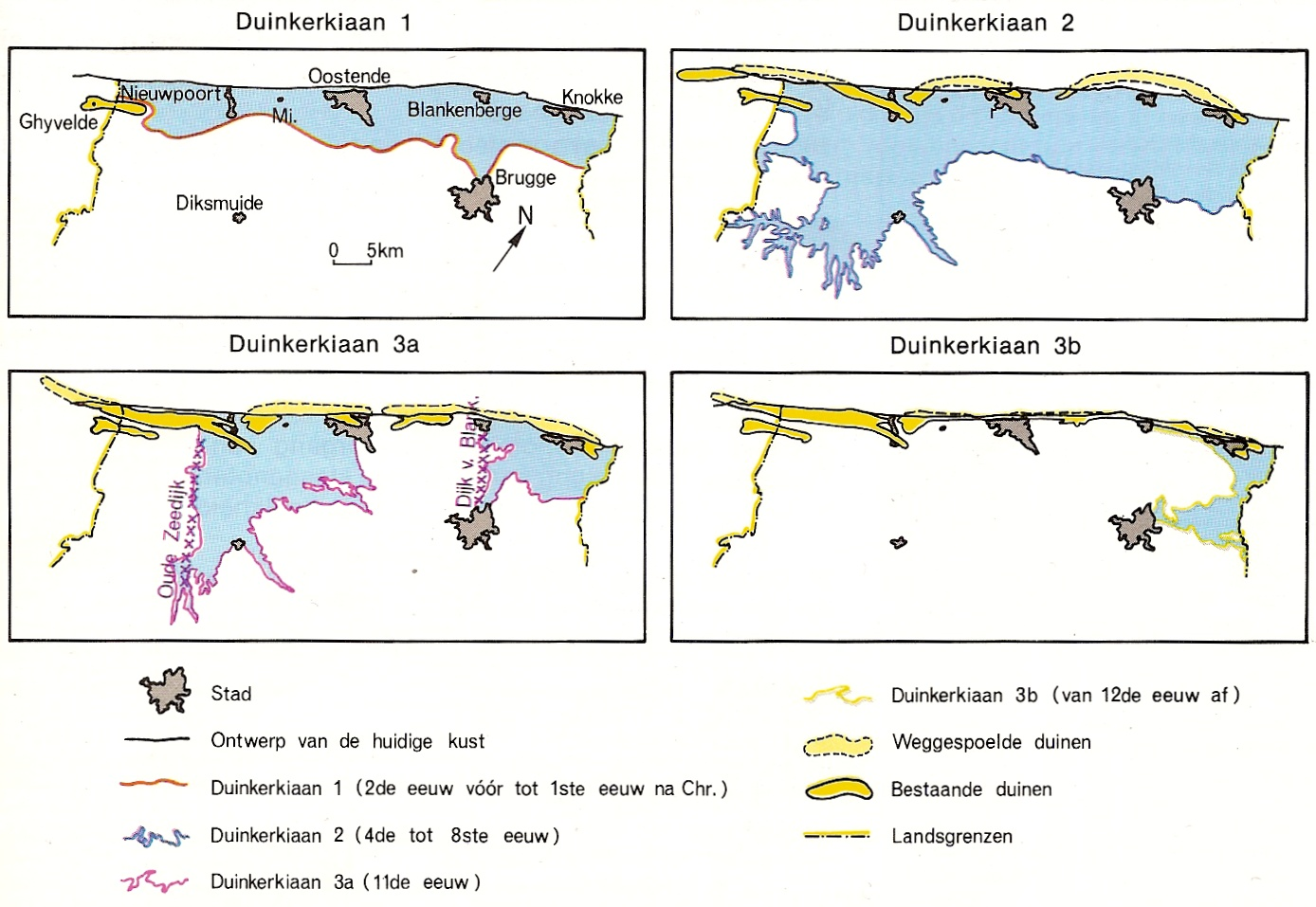
Duinkerke-transgressies

De kustlijn heeft niet altijd de vorm gehad die we vandaag kennen. Tijdens de laatste ijstijd (Weichseliaan) stond de zeespiegel ruim 100 m lager dan vandaag. Aan het einde van deze laatste ijstijd begonnen de ijskappen te smelten, waardoor de zeespiegel steeg (transgressie). Tijdens deze transgressie werd het land overspoeld door water en sedimenteerde zand en klei. In de recente geschiedenis zijn 3 transgressies bekend, de Duinkerke I, Duinkerke II en Duinkerke III-transgressie. Geleidelijk aan verlandde dit gebied en kreeg vegetatie de kans om hier te gedijen. Hierna werd de kustvlakte tijdens de 2 laatste transgressies overspoeld. De tweede Duinkerke-transgressie was veruit de belangrijkste. Van de 2e tot de 8e eeuw n.C. overspoelde een groot deel van de kustvlakte tot aan de grenzen van het huidige Diksmuide en Brugge. Waar nu de kustlijn is, moet men zich eerst een rij waddeneilanden voorstellen, en later een duinengordel. Van die waddeneilanden blijven tot nu toe enkele plaatsnamen over: zo ging één eiland van Duinkerke tot Oostduinkerke met de Duinenabdij ertussen, en de volgende eiland ging van Westende tot Oostende met Middelkerke in het midden. De duinengordel is doorbroken door rivieren die water afvoeren en de zee die zout water brengt bij hoog water (zoals in het Zwin vandaag). Geleidelijk aan greep de mens in en dijkte verschillende polders in. De kust kreeg zijn definitieve vorm door de Sint-Elisabethvloed van 19 november 1404. Bij die ramp werden verschillende eilanden in de Scheldemonding weggevaagd en werd het land overstroomd. De Vlaamse graaf Jan zonder Vrees, die tevens hertog van Bourgondië was, gaf bevel om de bestaande dijken te verbinden en zo ontstond de Graaf Jansdijk van Duinkerke tot Sas van Gent.
Die dijk beschermde het Vlaamse hinterland tegen de volgende Sint-Elisabethvloed van 19 november 1421 die lelijk huishield, verschillende dorpen in Zeeland deed onderlopen en voor honderden doden zorgde.
De dijk deed de polders ontstaan en zorgde voor een rechttrekking van de Vlaamse kust.

### Opkomst kusttoerisme

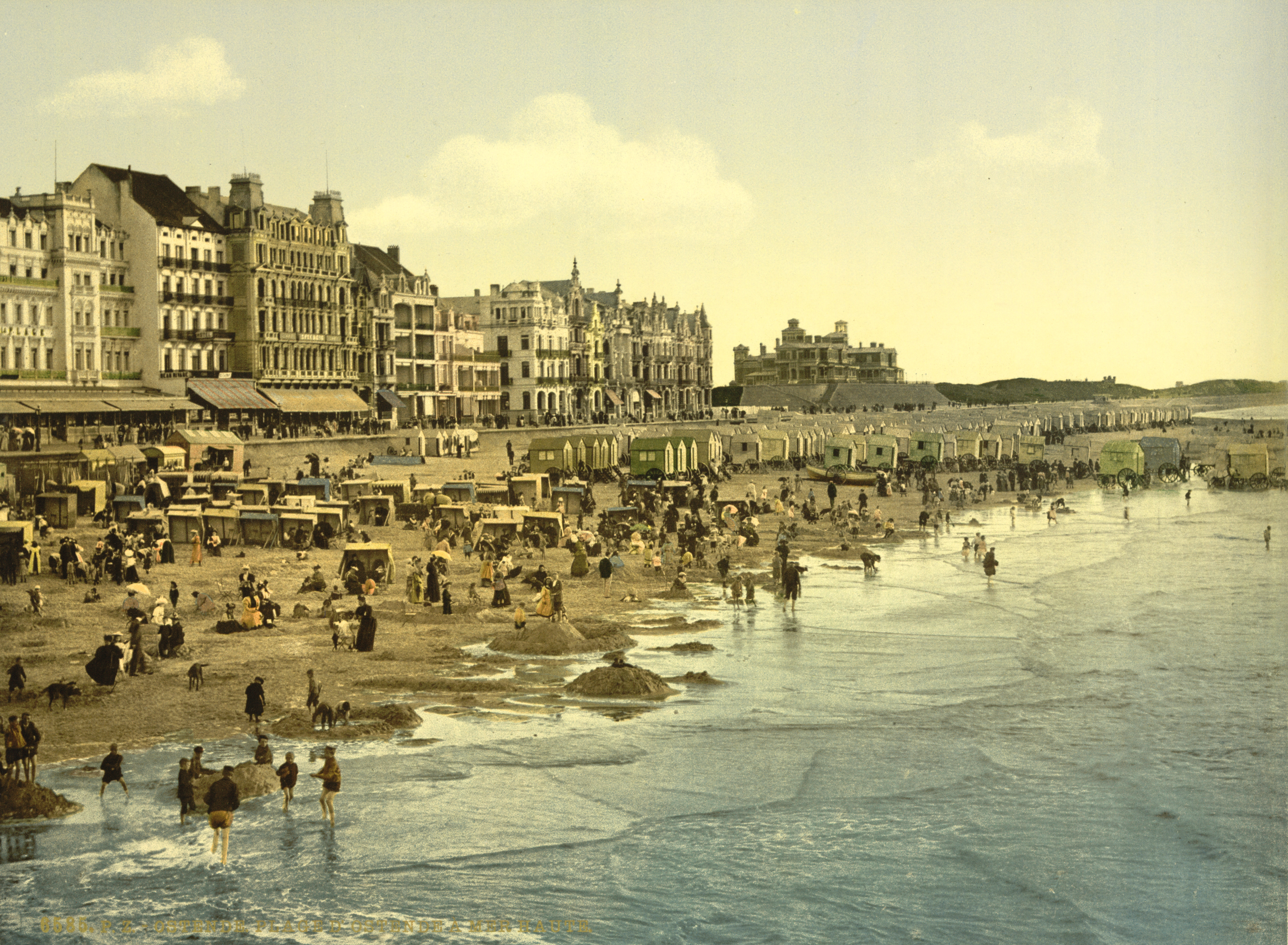
Oostende omstreeks 1900. Op de voorgrond een groot aantal badende toeristen en op de achtergrond typische architectuur voor deze periode

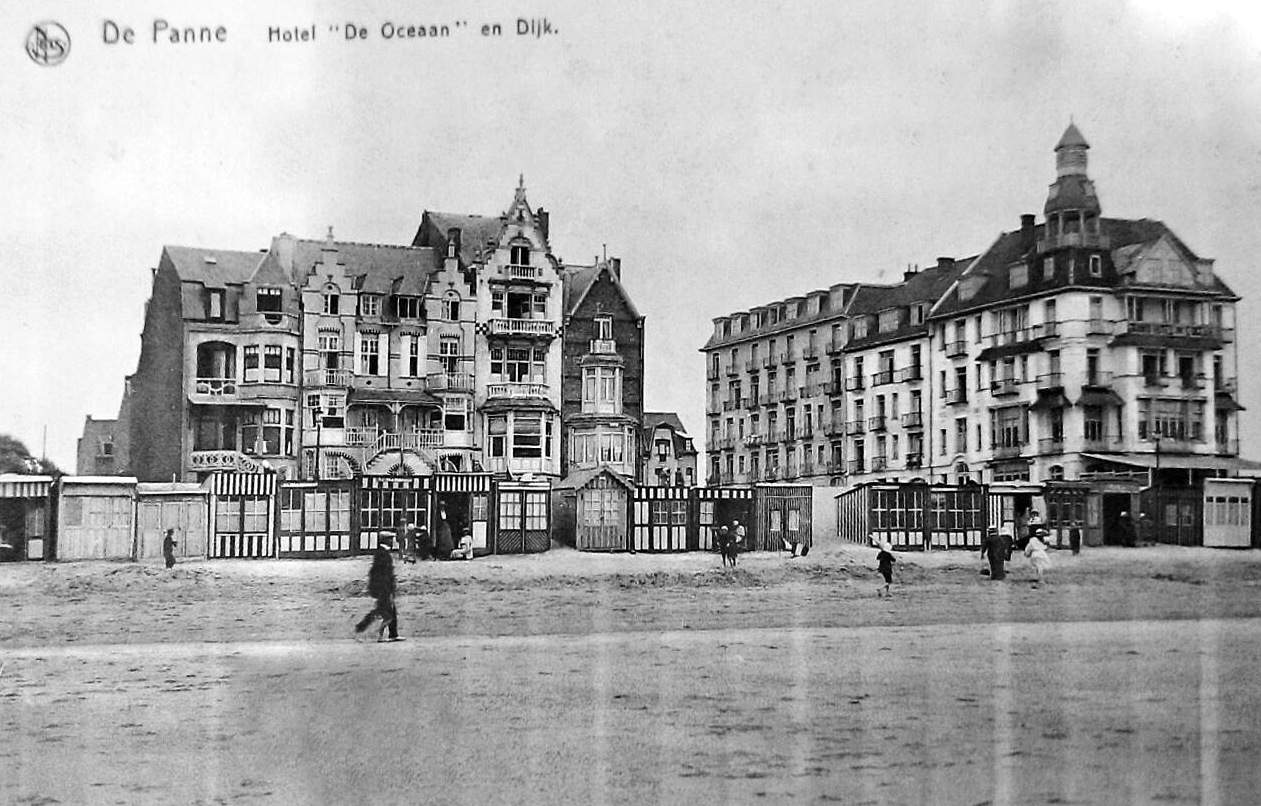
Belle époquehuizen in De Panne

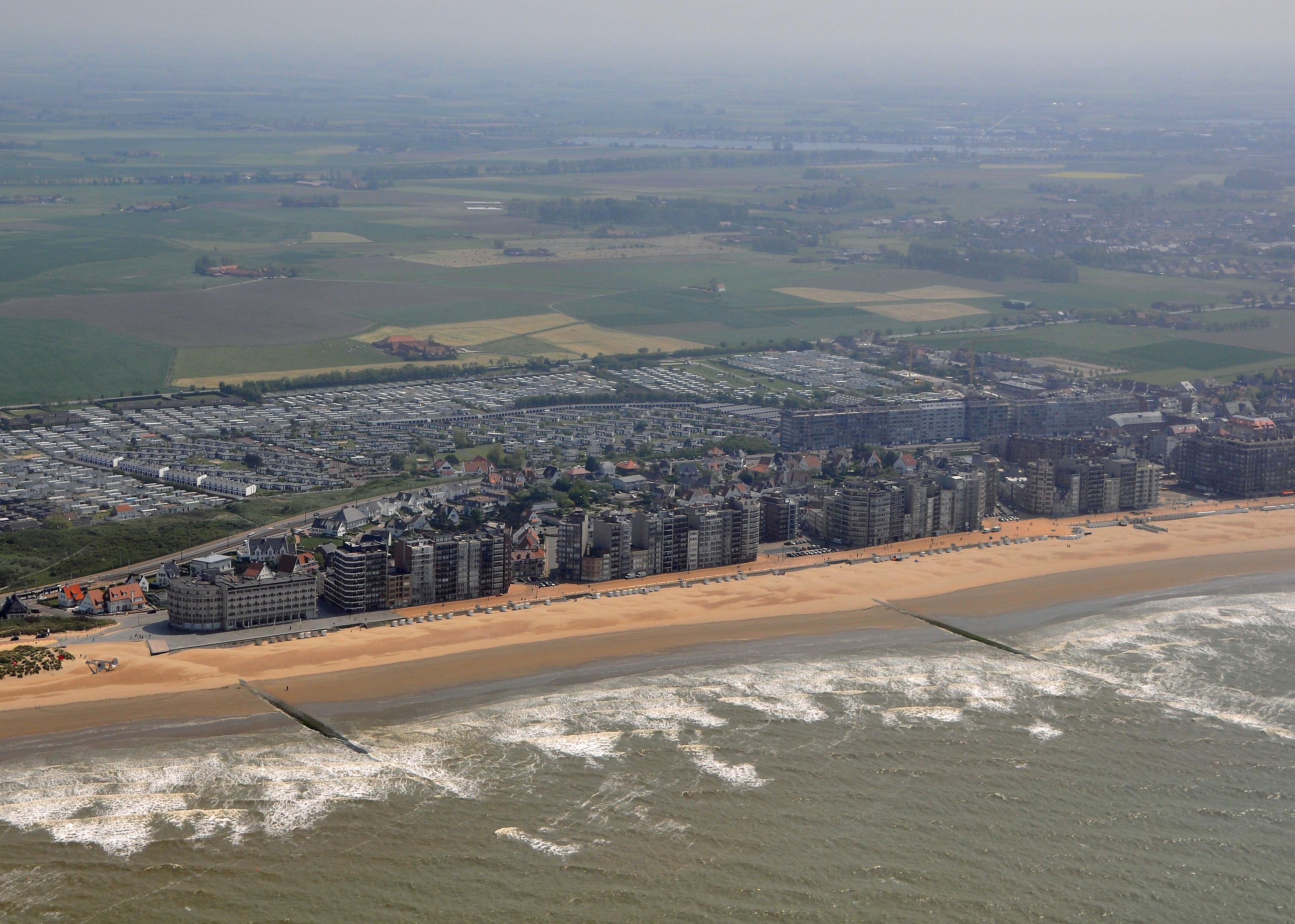
Appartementsblokken beheersen het dorpsbeeld in Westende

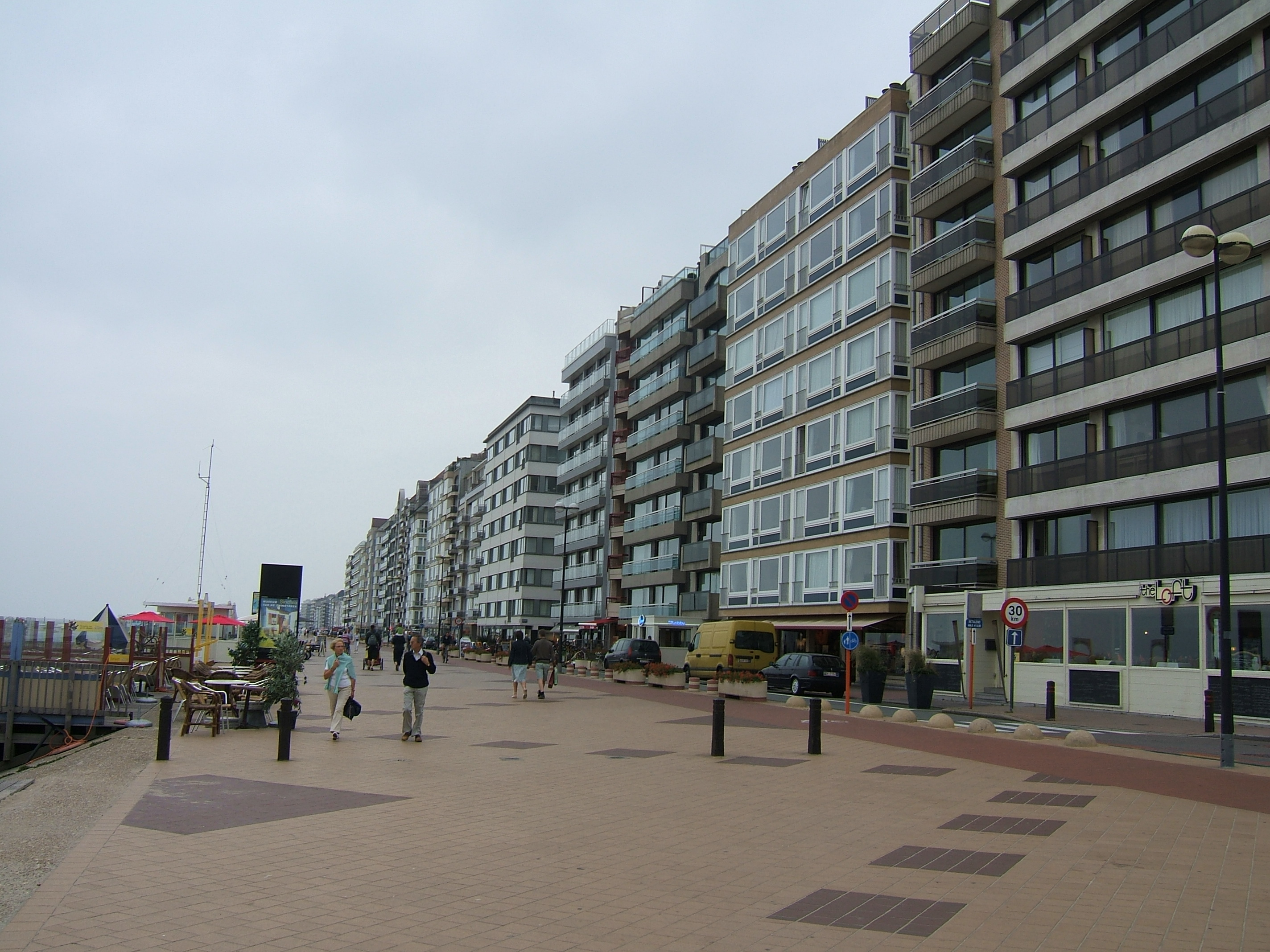
Dijk in Knokke-Heist

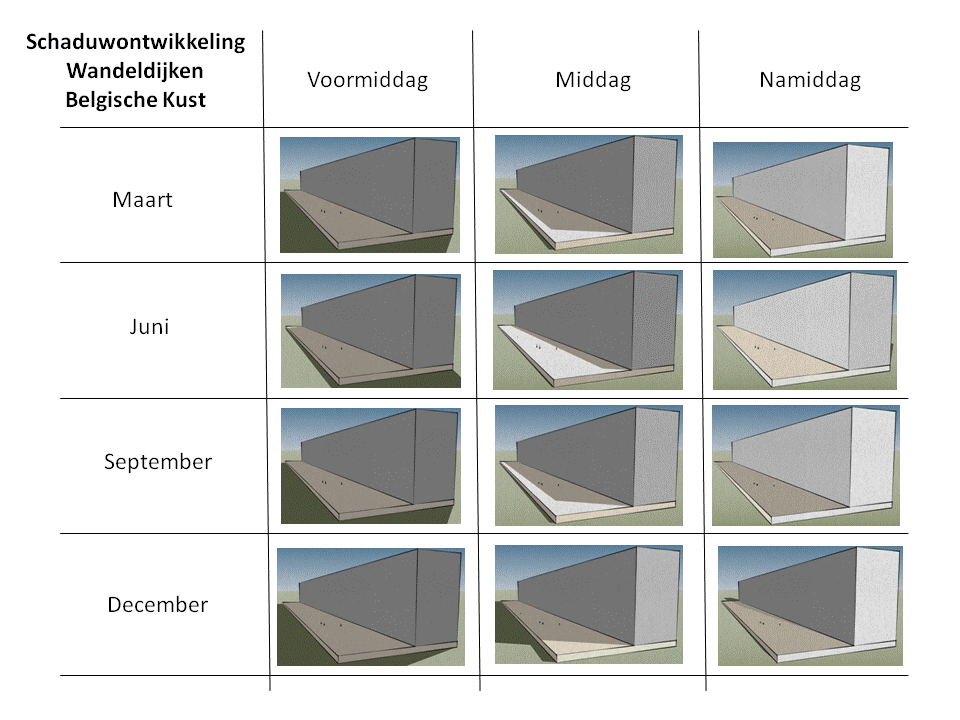
Schaduwontwikkeling op wandeldijk bij lineaire bebouwing

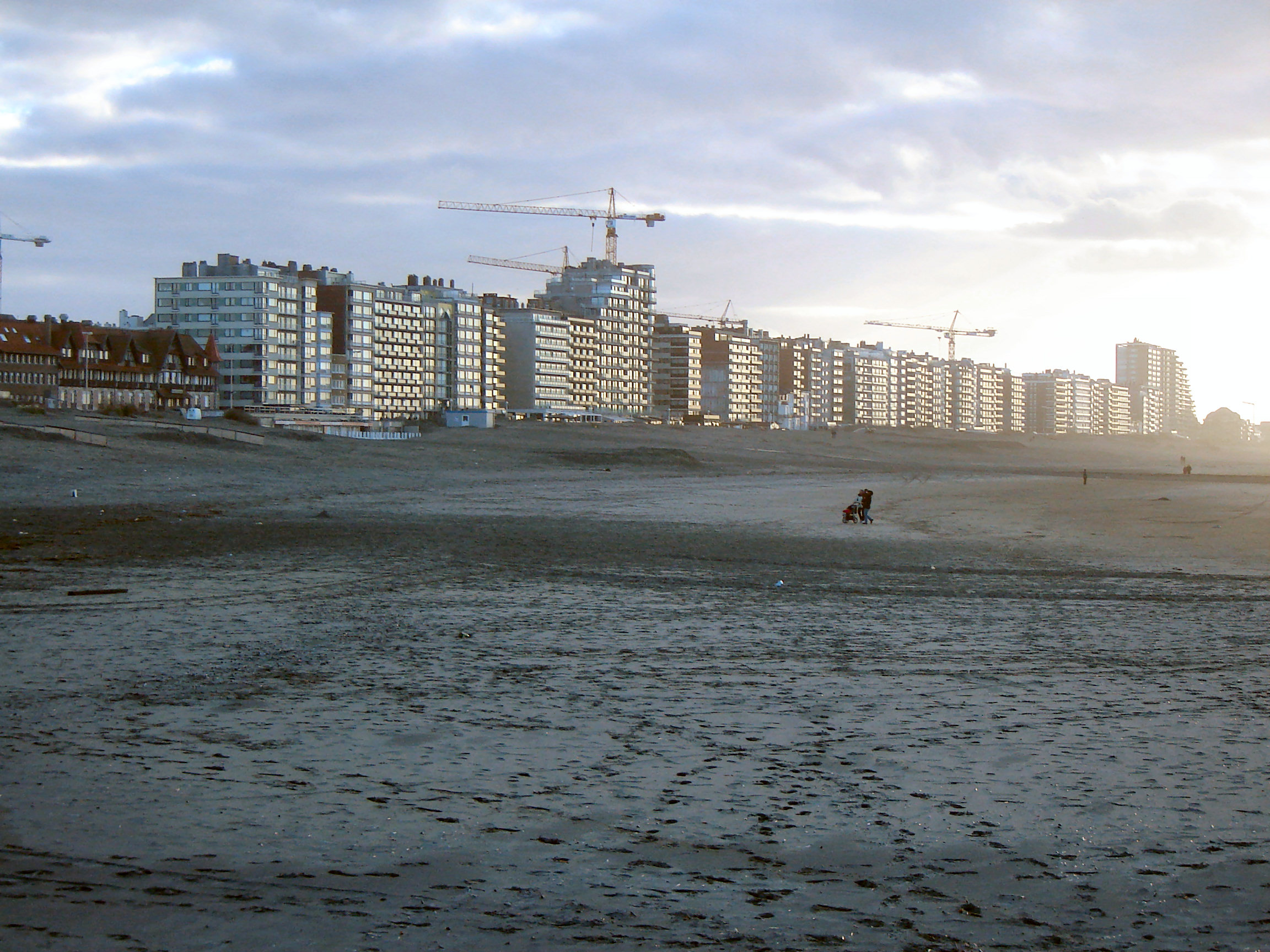
Verstedelijking langs de kust. De duinen zijn hier door hoogbouw vervangen

De meeste kustgemeenten waren aanvankelijk relatief klein van omvang en de plaatselijke economieën waren gericht op landbouw en visserij. De kustlijn werd toen nog vooral beheerst door duinen en bijhorende begroeiing.
Vanaf het einde van de 19de eeuw, in de periode die bekend stond als de Belle époque, begon door de economische welvaart het toerisme op te komen. Mensen gingen meer en meer op reis om puur recreatieve redenen. De kust kende grote aantrekking bij deze toeristen die doorgaans slechts één of twee dagen ter plaatse verbleven. Meer en meer mensen trokken naar de zee en dit had zichtbare gevolgen voor de plaatselijke dorpen, die stilaan groter en groter werden. Dit kwam door de bouw van vele nieuwe woningen, restaurants, casino's en hotels. Door de aanleg van de kusttram werden kleine dorpjes getransformeerd tot badplaatsen die honderden mensen lokten. De kustlijn veranderde ook drastisch. Tussen de duinen werden luxueuze en fraaie kustvilla's gezet en her en der werden hele dijken aangelegd met bijpassende bebouwing. De bouw van deze kunstwerken veranderden het landschap intensief al blijft het in vergelijking met de lintbebouwing vanaf de jaren '60 nog relatief binnen de perken. Het toerisme werd geleidelijk aan de belangrijkste economische activiteit van de kustgemeenten. Zowel arm als rijk vonden hun weg naar de kust. Koning Leopold II zag hiervan het potentieel en promootte de kust, met als centraal punt Oostende, als de voornaamste toeristische regio van België. Hij pompte dan ook een deel van de inkomsten uit de Belgische kolonie Congo in de kust, waardoor velen nu een dubbel gevoel hebben bij de pracht en welvaart van deze regio onder zijn koningschap.
Aan het begin van de 20ste eeuw werden heel wat gebiedswijzigingen doorgevoerd langsheen de Belgische kustlijn. Zo verloor Uitkerke zijn kuststrook aan Blankenberge, Lissewege aan (Zee)Brugge en Heist en werd Mariakerke bij Oostende gevoegd.
De Eerste Wereldoorlog maakte een bruusk einde aan de toeristische welvaart. Het grootste deel van de kust kwam in Duitse handen, wat maakte dat het toerisme niet helemaal wegviel, maar toch sterk ingeperkt werd. Langsheen de kustlijn werd her en der afweergeschut gezet. Tijdens het interbellum hernam het toerisme zich vrij snel en de kustgemeenten ontwikkelden zich weer tot populaire trekpleisters, die ook almaar bleven groeien. Opnieuw kwamen er veel nieuwe gebouwen als restaurants en villa's. De kusttramlijn in haar huidige vorm werd nu helemaal voltooid, wat bijdroeg tot de snelle verspreiding van badgasten over de hele kuststrook. De Tweede Wereldoorlog onderbrak uiteindelijk opnieuw voor enkele jaren het toerisme.
Maar dit hernam zich opnieuw in de jaren '50 van de 20ste eeuw. Mede door de almaar groeiende populariteit van de auto kende het kusttoerisme een enorme groei. De elitaire status van de kust met haar luxehotels, villa's en casino's nam af en de toeristen kwamen nu uit alle maatschappelijke lagen. De meerderheid van de dagtoeristen kwam ook met de wagen, een verschijnsel dat nieuwe problemen zoals monsterfiles naar de kust en parkeertekort met zich meebracht in de zomer. Om hierop in te spelen werden maatregelen zoals bijvoorbeeld het blokrijden ingevoerd. Ook anderen wilden een graantje meepikken van de populariteit van het strand en nieuwe  toeristische activiteiten, zodat pretparken (Meli Park en later Plopsaland), musea, tropische zwembaden en vakantieparken geopend werden in de kustgemeenten.  Scholen en jeugdbewegingen gingen ook onderlinge zeeklassen en zeekampen organiseren die veel aantrek kennen bij kinderen. De landbouw en visserij zijn secundaire economische activiteiten geworden en in verschillende gemeenten verdwenen ze al bijna helemaal. Dit tot ongenoegen van de plaatselijke bevolking die de folkloristische waarde ervan verloren zagen gaan.  Het toerisme bracht bovendien ook overlast met zich mee, in de vorm van geluidsoverlast, afval en verkeersproblemen.
De opkomst van het massatoerisme en het dagtoerisme had ook opnieuw een zeer grote impact op de gemeenten en het landschap. De ongekende toevloed van toeristen trok aannemers aan die langs de kustlijn functionalistische betonnen appartementsblokken begonnen te bouwen. De immobiliënsector richtte zich niet langer op hotels en grote villa's, maar op grote gebouwen waarin veel mensen konden wonen. De appartementsblokken zijn doorgaans ongeveer tien verdiepingen hoog, waarbij het gelijkvloers meestal wordt ingenomen door horeca en handelszaken. De kustlijn verstedelijkte in een razendsnel tempo. Door de aanbouw van de nieuwe gebouwen verdwenen niet enkel voor een groot deel de karakteristieke Belle-époquegebouwen, maar ook de duinen moesten plaats ruimen voor grote bouwprojecten. Ook de dijken werden sterk uitgebreid en waren soms zo lang dat ze verschillende gemeentes met elkaar verbonden. Hoewel het esthetische aspect van de kust onherroepelijk verloren was gegaan door de hoge muren van flats ging het er financieel op vooruit. Een ander gevolg van het massatoerisme is de veranderende samenstelling van de plaatselijke bevolking. Een groot deel van de inwoners van de kustgemeenten is gaan bestaan uit inwijkelingen vanuit het hele land die zich aan de kust gevestigd hebben in de nieuwe gebouwen. Traditioneel wordt hier gedacht aan gepensioneerden, maar ook gewone gezinnen hebben vaak een eigen appartement of vakantiewoning aan zee.

## Toekomst

### Kustvisie
In de periode 2017-2024 maakte de Vlaamse Regering een strategisch beleidsplan Kustvisie, om de kust te beschermen tegen 3 meter zeespiegelstijging, voortbouwend op het Masterplan Kustveiligheid dat beschermt tot 30 cm.
In februari 2024 werd bekendgemaakt dat voor de strandzones gekozen werd voor zeewaarts uitbreiden (een honderdtal meter), in plaats van het alternatief ter plaatse.

## Ruimtelijke structuur
De kuststrook in België wordt getypeerd door zijn lineaire stedelijke ontwikkeling. Langs de kust liggen verschillende plaatsen, die door infrastructuur sterk met elkaar verbonden zijn. Sterke verstedelijking, met soms hoogbouw, concentreert zich langsheen de kustlijn, en de Koninklijke Baan, de kusttram en de snelweg E40 die langsheen de kust lopen. Daartussenin komen nog op enkele plaatsen open duingebieden of slikke- en schorregebieden voor.
De Belgische kustlijn heeft een oriëntatie van ongeveer 320° (noordwest). De lineaire bebouwing op de wandeldijken is gemiddeld 9 à 10 verdiepingen hoog (ongeveer 30 meter) terwijl de wandeldijken een breedte hebben die iets kleiner is (ongeveer 25 meter). Dit heeft tot gevolg dat voor een groot gedeelte van de dag, tijdens een groot gedeelte van het jaar, de wandeldijken in de schaduw liggen van de lineaire bebouwing, die soms spottend de “Atlantikwall” wordt genoemd, met een knipoog naar de Duitse verdedigingslinie uit de Tweede Wereldoorlog. Achter deze kustlijn verrijzen in verschillende gemeenten nog hogere woontorens: In 1975 was De Mast met 24 verdiepingen nog uniek in Oostende, maar sedert 2020 zijn daar projecten bijgekomen als “The Waves” en “Sky Towers”.

## Toerisme
De Belgische kust is een van de toeristische regio's van de provincie West-Vlaanderen. Traditioneel gezien is het een van de toeristische topregio's van het land. De regio neemt het belangrijkste deel van het verblijfstoerisme en dagtoerisme van Vlaanderen voor zijn rekening. Het toerisme is erg seizoensgebonden, met als piekseizoen de zomervakantie in juli-augustus. De kust heeft meer dan twee derde van de hotelcapaciteit van Vlaanderen, met meer dan 500 hotels, en 27.000 bedden. De kustreddingsdienst wordt georganiseerd door de IKWV, een intercommunale tussen alle kustgemeentes. De redders zijn te herkennen aan hun rood-gele uniform.
Er werd een fietsnetwerk Kust uitgebouwd, drie wandelnetwerken (Westkust, Zwin Kustroute), een Streek-GR Kust en een LF Kustroute.

## Verkeer en vervoer

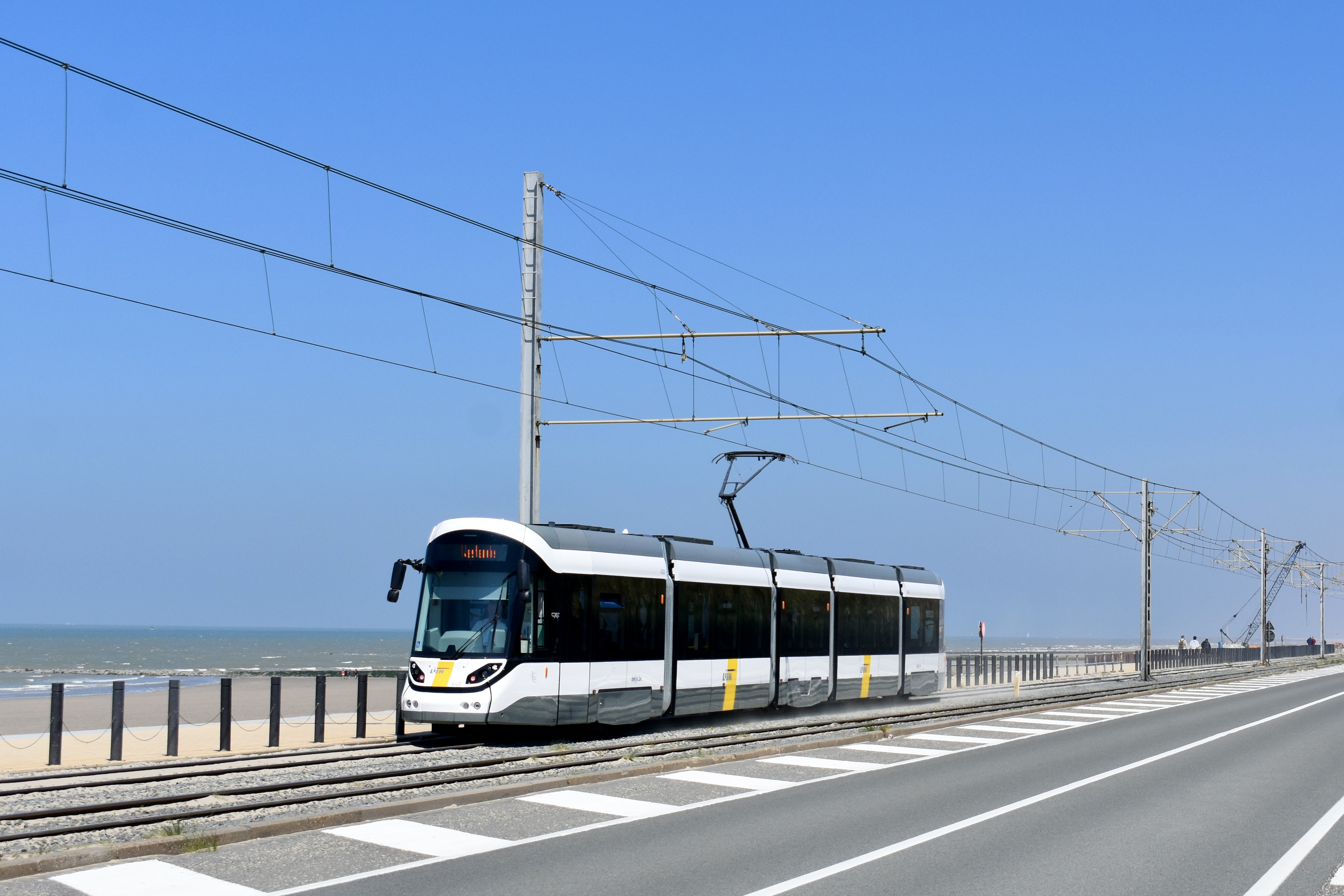
Tussen Oostende en Middelkerke heeft men vanuit de Kusttram uitzicht op de Noordzee. Een Urbos 100 (Zeelijner) is hier in 2021 op weg richting Middelkerke.

Vanuit het binnenland is de kust bereikbaar met de auto via de snelwegen E40 (Westkust), A10 (Middenkust) en E34/N49 (Oostkust).
Ook met de trein is de kust goed bereikbaar. Zo zijn er stations in Knokke, Duinbergen, Heist, Zeebrugge-Dorp (gesloten juli/augustus en weekend), Zeebrugge-Strand (open alleen juli/augustus en weekend), Blankenberge, Oostende en De Panne. Het station in Nieuwpoort-Bad, en de spoorlijn tussen Nieuwpoort en Diksmuide, zijn in 1952 voor reizigersvervoer opgeheven en door een autobuslijn vervangen; in 1977 werden de sporen opgebroken. Vanuit de overgebleven stations kan men dan verder reizen naar de andere kustgemeenten met de Kusttram. Vooral in De Panne, Oostende, Blankenberge en Knokke komt de Kusttram zéér dicht bij de trein. Er is geen buslijn die de hele kustlijn volgt.
Station Koksijde ligt echter niet aan de kust (maar hemelsbreed zo'n 4 km eraf), noch in gemeente Koksijde zelf, maar in Veurne, aan de achterkant van vliegbasis Koksijde.
Internationaal is de kust bereikbaar met het vliegtuig via de luchthaven van Oostende, was bereikbaar met de ferry uit Engeland via de zeehaven van Brugge, in Knokke met de bus uit Breskens (met overstap te Westkapelle, België) en in De Panne met de bus uit Duinkerke. (De spoorlijn naar Frankrijk is in 1960 gesloten voor reguliere reizigerstreinen, en in 2003 totaal opgeheven) Bij laagwater is het ook mogelijk tussen Zeeuws-Vlaanderen en Het Zoute over het Zwin te wandelen.
Ten slotte zijn er ook enkele lokale buslijnen die vanuit het West-Vlaamse binnenland naar de kust rijden.

## Natuur
Langs de hele Belgische kust komen zandstranden voor. Deze zijn onderhevig aan zandverplaatsing door wind en sedimenttransport door getijden. De breedste stranden komen aan de Westkust voor.
Aan de Belgische kust komen twee estuariene zones voor, namelijk aan de IJzermonding en het Zwin. Op deze plaatsen zijn er slikke- en schorregebieden. De laagst gelegen slikken overstromen elk getij, de hogere schorren slechts bij springvloed.

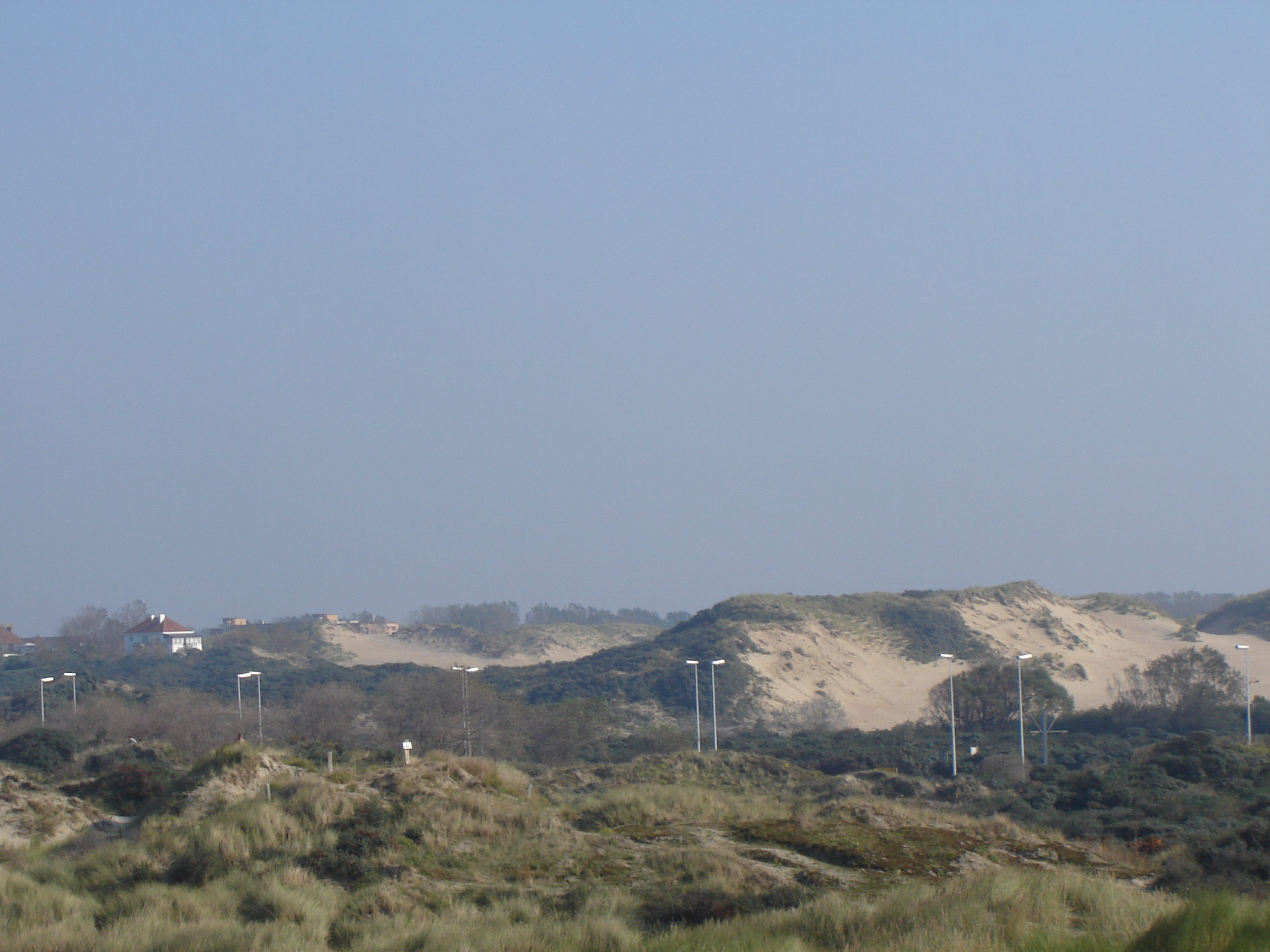
Zeebermduinen, Oostduinkerke

Tussen het strand en de polders bevindt zich een duinengordel, tenminste, waar deze nog niet door verstedelijking is verdwenen. De duinengordel kan in vier zones worden opgesplitst.
1. In de duinengordel tussen de Franse grens en Westende-Bad, met tal van overgangszones, komen de duinen het meest landinwaarts, en vindt men de breedste duinen van de Belgische kust.
2. Tussen Westende-Bad, Bredene en de havengeul van Oostende komen slechts nog versnipperde zeereepduinen voor. Grote stukken zijn volbebouwd. Achter de Koninklijke Baan, iets meer landinwaarts, komen soms nog restanten voor.
3. Tussen Oostende en Blankenberge komen er nog langere aangesloten duinzones voor. Tussen Fort Napoleon in Oostende en De Haan vormt de zeereep nog één geheel. Meer noordwaarts sluit dit zich aan op de restant van een paraboolduin.
4. Verder naar het noorden komen minder duinen voor, tot aan het Zwin, waar wel weer natuurlijk duinvorming optreedt.

De meeste natuurgebieden aan de kust zijn Europees beschermd als onderdeel van het Natura 2000-gebied Duingebieden inclusief IJzermonding en Zwin.

## Gemeenten
Langs de kust vormt Oostende, als "Koningin der Badsteden", als goed uitgeruste regionale stad, het zwaartepunt. Knokke-Heist, Blankenberge en ook Nieuwpoort zijn kleinere lokale steden. 

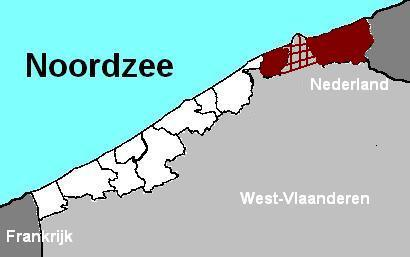
Oostkust
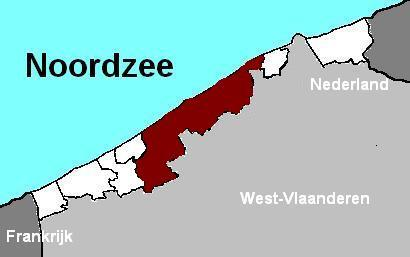
Middenkust
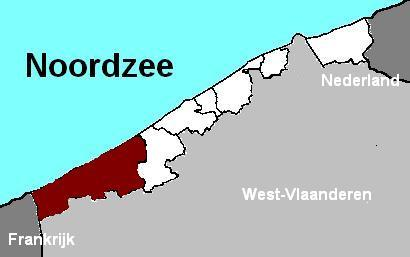
Westkust

De gemeenten langs de Belgische kust in Vlaanderen zijn, van noordoost naar zuidwest:
| Postcode   | Gemeente     | Stad/Gemeente                             | Provincie                                 | Oppervlakte (km²)                         | Aantal Inwoners (01/01/2023)              | Administratief arrondissement             | Gerechtelijk arrondissement               | Deelgemeenten                                                                                                 |
| Oostkust   | Oostkust     | Oostkust                                  | Oostkust                                  | Oostkust                                  | Oostkust                                  | Oostkust                                  | Oostkust                                  | Oostkust |
| ---------- | ------------ | ----------------------------------------- | ----------------------------------------- | ----------------------------------------- | ----------------------------------------- | ----------------------------------------- | ----------------------------------------- | --- |
| 8300       | Knokke-Heist | gemeente                                  | West-Vlaanderen                           | 61,59                                     | 32.645                                    | Brugge                                    | West-Vlaanderen                           | Knokke, Westkapelle, Heist, Ramskapelle                                                                       |
| 8370       | Blankenberge | stad                                      | West-Vlaanderen                           | 19,02                                     | 20.511                                    | Brugge                                    | West-Vlaanderen                           | Blankenberge, Uitkerke                                                                                        |
| 8380       | Zeebrugge    | Zeebrugge is een deelgemeente van Brugge. | Zeebrugge is een deelgemeente van Brugge. | Zeebrugge is een deelgemeente van Brugge. | Zeebrugge is een deelgemeente van Brugge. | Zeebrugge is een deelgemeente van Brugge. | Zeebrugge is een deelgemeente van Brugge. | Zeebrugge is een deelgemeente van Brugge.                                                                     |
| Middenkust |              |                                           |                                           |                                           |                                           |                                           |                                           | |
| 8420       | De Haan      | gemeente                                  | West-Vlaanderen                           | 46,14                                     | 12.782                                    | Oostende                                  | West-Vlaanderen                           | De Haan, Klemnskerke, Wenduine, Vlissegem                                                                     |
| 8450       | Bredene      | gemeente                                  | West-Vlaanderen                           | 14,25                                     | 18.081                                    | Oostende                                  | West-Vlaanderen                           | Bredene |
| 8400       | Oostende     | stad                                      | West-Vlaanderen                           | 40,95                                     | 72.175                                    | Oostende                                  | West-Vlaanderen                           | Oostende, Stene, Zandvoorde                                                                                   |
| 8430       | Middelkerke  | gemeente                                  | West-Vlaanderen                           | 79,04                                     | 19.755                                    | Oostende                                  | West-Vlaanderen                           | Middelkerke, Wilskerke, Leffinge, Mannekensvere, Schore, Sint-Pieters-Kapelle, Slijpe, Lombardsijde, Westende |
| Westkust   |              |                                           |                                           |                                           |                                           |                                           |                                           | |
| 8620       | Nieuwpoort   | stad                                      | West-Vlaanderen                           | 33,28                                     | 11.493                                    | Veurne                                    | West-Vlaanderen                           | Nieuwpoort, Ramskapelle, Sint-Joris                                                                           |
| 8670       | Koksijde     | gemeente                                  | West-Vlaanderen                           | 50,36                                     | 21.664                                    | Veurne                                    | West-Vlaanderen                           | Koksijde, Oostduinkerke, Wulpen                                                                               |
| 8660       | De Panne     | gemeente                                  | West-Vlaanderen                           | 26,63                                     | 11.089                                    | Veurne                                    | West-Vlaanderen                           | De Panne, Adinkerke                                                                                           |

## Gebruik naamgeving Vlaamse kust

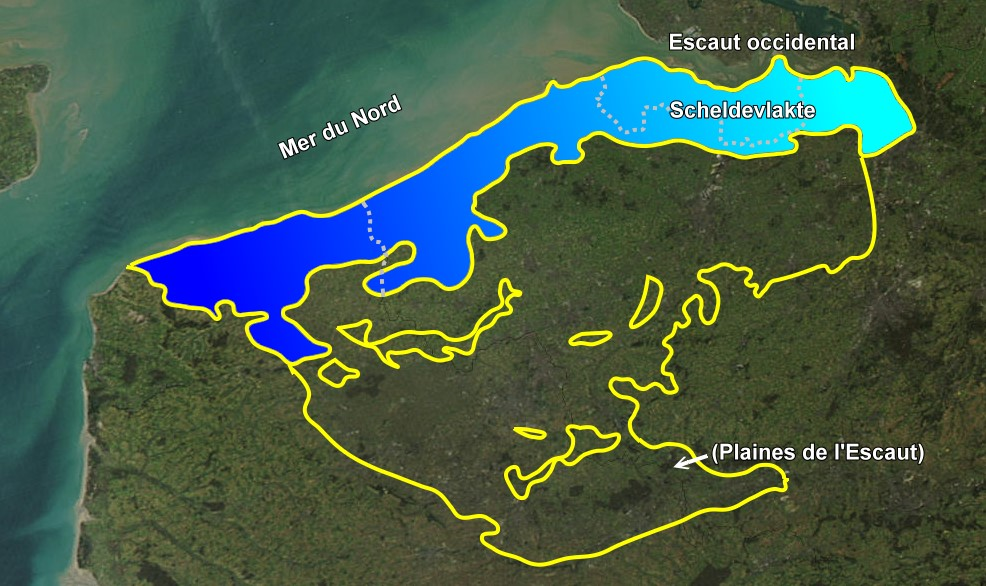
De Vlaamse Kustvlakte

Er is in België geen consensus rond het gebruik van de term Vlaamse kust in plaats van Belgische kust. De kuststreek is een onderdeel van het Vlaamse Gewest, dat zich evenwel beperkt tot de zogenoemde "basislijn", de laagwaterlijn van de kust. In die context zou men kunnen stellen dat de gebouwen (behalve staketsels) op de Vlaamse kust staan, maar dat een zwemmer zich buiten die kust in de Belgische (en niet Vlaamse) territoriale wateren van de Noordzee bevindt.
Toerisme Vlaanderen is reeds in 1999 consequent de Vlaamse kust aan het promoten, maar het is vooral minister Geert Bourgeois (N-VA), toenmalig Vlaams minister van Bestuurszaken, Buitenlands Beleid, Media en Toerisme die in 2004 besliste in toeristische campagnes Belgische kust te vervangen door Vlaamse kust. De toeristische webstek van Vlaanderen en de kust gebruiken in hun uitingen 'Vlaamse kust', hoewel het dan slechts over het Belgische deel van de Vlaamse kust gaat.
In de praktijk worden beide termen vaak door elkaar gebruikt.
Daarnaast slaat het begrip "Vlaamse kust" ook op een strook die meer omvat dan enkel de Belgische kust, en ook de Frans-Vlaamse en Zeeuws-Vlaamse kust omvat (zie ook: Vlaamse Kustvlakte). Met de Belgische kust wordt dan expliciet enkel het Belgische deel van deze Vlaamse kust bedoeld.